# Morgi (okręg wileński)
Morgi, Morgi Niemieżkowskie (lit. Margiai) – nieistniejąca osada na Litwie, w rejonie wileńskim, 11 km na południowy wschód od Ławaryszek, 1 km na zachód od Niemieżki.

## Historia
W dwudziestoleciu międzywojennym leżały w Polsce, w województwie wileńskim, w powiecie wileńsko-trockim, w gminie Szumsk.
Po II wojnie światowej w granicach Związku Sowieckiego. Od 1991 na niepodległej Litwie.
Wieś przestała istnieć w związku z budową zbiornika wodnego Margejų tvenkinys, który powstał po przegrodzeniu rzeki Wilejki poniżej ujścia Niemieżki w miejscu dawnego Bagna Zamojdziszki.